# Susan Butcher
Pour les articles homonymes, voir Butcher.
Susan Howlet Butcher, née le 26 décembre 1954 à Cambridge (Massachusetts) et décédée le 5 août 2006, est une musher américaine connue pour ses participations à l'Iditarod, une course de chiens de traîneau de 1 600 km en Alaska en 1986. Elle a été la seconde femme à avoir remporté la course, ainsi que la deuxième personne à remporter quatre fois l'Iditarod et la première à remporter la course quatre fois en cinq ans. L'Alaska a déclaré un jour commémoratif en son honneur, le Susan Butcher Day.